# Коханский, Василий Иванович
Василий Иванович Коханский (18 апреля 1921 г., село Васильевка, ныне Раздельнянского района Одесской области — ?) — молдавский советский государственный и коммунистический деятель, 1-й секретарь Кишиневского городского комитета КП Молдавской ССР, 1-й секретарь ЦК ЛКСМ Молдавской ССР. Депутат Верховного Совета Молдавской ССР 2-го, 5-го, 7-10-го созывов. Член ЦК Коммунистической партии Молдавии.

## Биография
Родился в крестьянской семье. С 1939 по 1940 год — студент Тираспольского государственного педагогического института.
В октябре 1940—1941 года — в Красной Армии. Служил в учебной 32-й лёгкой танковой бригаде Западного особого военного округа. Участник Великой Отечественной войны с июня 1941 года. Служил башенным стрелком 3-й танковой роты 4-го танкового батальона 48-й танковой дивизии Западного фронта. В августе 1941 года был тяжело ранен, лечился в госпиталях, стал инвалидом войны 3-й группы. В январе 1942 демобилизован из армии.
С 1942 года — военный руководитель, комсомольский организатор школы фабрично-заводского обучения.
Член ВКП(б) с 1944 года.
Окончил Тираспольский государственный педагогический институт имени Тараса Шевченко.
В 1944—1947 годах — инспектор Народного комиссариата образования Молдавской ССР; лектор ЦК КП(б) Молдавии; секретарь, 2-й секретарь ЦК ЛКСМ Молдавской ССР.
С 1947 года — 1-й секретарь ЦК ЛКСМ Молдавской ССР.
Окончил Высшую партийную школу при ЦК КПСС.
С 1953 года — в аппарате ЦК КП Молдавской ССР. До 1959 года — 1-й секретарь Атакского районного комитета КП Молдавской ССР.
В 1959—1960 годах — заведующий отделом партийных органов ЦК КП Молдавской ССР.
В 1960—1962 годах — 1-й секретарь Кишиневского городского комитета КП Молдавской ССР.
В 1962—1965 годах — 1-й заместитель председателя Молдавского республиканского союза потребительской кооперации.
В 1965 — после 1981 года — секретарь Молдавского республиканского совета профессиональных союзов.
Затем — на пенсии.

## Награды
- орден Ленина (28.10.1948)
- орден Отечественной войны I ст. (6.04.1985)
- орден Трудового Красного Знамени (25.08.1971)
- орден Знак Почёта (1957)
- орден Славы ІІІ ст. (6.11.1947)
- медаль «За победу над Германией в Великой Отечественной войне 1941—1945 гг.» (1945)
- медаль «За доблестный труд в Великой Отечественной войне 1941—1945 гг.» (1945)